# Smeared
| Recensione | Giudizio |
| ---------- | -------- |
| AllMusic   | [ 2 ]    |

Smeared è il primo album del gruppo canadese Sloan, pubblicato il 1º ottobre 1992 in Canada e il 19 gennaio 1993 negli Stati Uniti.

## Tracce
1. Underwhelmed – 4:45 (Chris Murphy, Sloan)
2. Raspberry – 4:01 (Chris Murphy, Sloan)
3. I Am the Cancer – 3:41 (Chris Murphy, Sloan)
4. Median Strip – 3:35 (Chris Murphy, Sloan)
5. Take It In – 3:58 (Chris Murphy, Sloan)
6. 500 Up – 4:20 (Andrew Scott, Sloan)
7. Marcus Said – 4:31 (Chris Murphy, Sloan)
8. Sugartune – 3:33 (Patrick Pentland, Sloan)
9. Left of Centre – 2:32 (Chris Murphy, Sloan)
10. Lemon Zinger – 4:11 (Jay Ferguson, Sloan)
11. Two Seater – 3:05 (Chris Murphy, Sloan)
12. What's There to Decide? – 4:20 (Jay Ferguson, Sloan)

## Formazione
- Chris Murphy – basso, voce, chitarra
- Patrick Pentland – chitarra, voce, basso
- Jay Ferguson – chitarra, voce
- Andrew Scott – batteria, voce, chitarra

### Altri musicisti
- Jennifer Pierce – voce